# Angolakamaroptera
Angolakamaroptera (Camaroptera harterti) är en fågel i familjen cistikolor inom ordningen tättingar.

## Utseende och läte
Angolakamaroptera är en liten och knubbig fågel som ofta ger ett gärdsmygslikt intryck med framåtlutad hållning och rest stjärt. Den har bruna ögon, olivgrönt på vingar och stjärt samt vitt på undersidan. Fågeln är mycket lik trumpetkamaroptera, men denna saknar det gröna på stjärten och är mer gråaktig undertill. De två vanligaste lätena är ett varnande nasalt "meehrrp" och ett ihållande och upprepat "strik-strik-strik-strik-strik" som sång.

## Utbredning och systematik
Fågeln förekommer enbart i Angola. Den behandlades tidigare som underart till trumpetkamaroptera (C. brachyura) och vissa gör det fortfarande.

### Familjetillhörighet
Cistikolorna behandlades tidigare som en del av den stora familjen sångare (Sylviidae). Genetiska studier har dock visat att sångarna inte är varandras närmaste släktingar. Istället är de en del av en klad som även omfattar timalior, lärkor, bulbyler, stjärtmesar och svalor. Idag delas därför Sylviidae upp i ett antal familjer, däribland Cisticolidae.

## Levnadssätt
Angolakamaropteran hittas i undervegetation i städsegrön skog, plantage och buskar utmed Angolas förkastningsbrant. Den ses vanligen i par som hoppar runt, ofta nära marken, på jakt efter insekter.

## Status
Arten har ett stort utbredningsområde och internationella naturvårdsunionen IUCN kategoriserar arten som livskraftig. Beståndsutvecklingen är dock oklar.

## Namn
Dess vetenskapliga namn är en hyllning till den tyska samlaren och ornitologen Ernst Hartert (1859-1933).